# 687 Tinette
687 Tinette је астероид главног астероидног појаса чија средња удаљеност од Сунца износи 2,724 астрономских јединица (АЈ).
Апсолутна магнитуда астероида је 11,71 а геометријски албедо 0,141.